# 나와촌 (아이치현)
나와촌(名和村)은 일본 아이치현 지타군에 설치되었던 촌이다. 현재의 도카이시의 북부에 해당한다.